# Umělecké dílo ve věku své technické reprodukovatelnosti
Umělecké dílo ve věku své technické reprodukovatelnosti (v originále Das Kunstwerk im Zeitalter seiner technischen Reproduzierbarkeit) je esej Waltera Benjamina z roku 1936. I v dnešní době je jedním z nejcitovanějších děl o dopadu nových médií na umění.

## Frankfurtská škola
Benjamin je označován jako satelitní osobnost tzv. Frankfurtské školy. Pojmenování Frankfurtská škola užíváme pro skupinu teoretiků, kteří na přelomu dvacátých a třicátých let 20. století působili na Institutu pro sociální výzkum v německém Frankfurtu nad Mohanem. Ve válečných letech byli nuceni opustit Německo a v tomto období působili na Kolumbijské univerzitě. V roce 1949 se opět vrátili do Frankfurtu nad Mohanem. Mezi představitele Frankfurtské školy řadíme mimo Waltera Benjamina i další významné teoretiky: Maxe Horkheimera, Theodora W. Adorna, Herberta Marcuse, Ericha Fromma a další. Zdrojem inspirace pro frankfurtské teoretiky byli především Marx, Hegel a Freud. Zaměřili se na kritickou analýzu podmínek života v moderní kapitalistické společnosti. Příslušníci frankfurtské školy měli zkušenost se zneužitím médií pro propagandu v nacistickém Německu a následně byli svědky rozmachu mediální kultury, zahrnující film, populární hudbu, rozhlas, televizi a další formy masové kultury. Kriticky upozorňovali na industrializaci a komercionalizaci kultury pod nadvládou kapitalistických výrobních vztahů produkující pasivní konzumenty místo aktivních občanů, což Adorno souhrnně označil pojmem kulturní průmysl.

## Esej
Benjamin v tomto eseji hodnotí dopad moderních technologií na výtvarné umění a popisuje změnu statusu umění v masové kultuře. Na rozdíl od ostatních teoretiků Frankfurtské školy se nevěnuje kritice ideologie jako takové, ale spíše se zaměřuje na projevy každodenní praxe.
Klíčovým pojmem je reprodukce. Benjamin hned v úvodu eseje píše, že díla byla vždy reprodukovatelná. Vše, co člověk dokázal vyrobit, bylo vždy možné napodobit. Takové napodobování prováděli žáci, aby se v umění cvičili, mistři, aby šířili svá díla, a také ti, pro které byl hlavní motivací zisk. Asi největším zlomem byl Gutenbergův vynález knihtisku, který způsobil doslova revoluci ve světě literatury. Dalším zlomovým bodem ve světě umění byl vynález fotografie, který nahradil dosud známé techniky napodobování. S fotografií byla poprvé v procesu obrazové reprodukce zbavena ruka nejdůležitějších uměleckých povinností. Najednou hrálo hlavní roli pouze oko, které hledí do hledáčku objektivu. Jelikož fotografování je mnohokrát rychlejší než kreslení, byl proces obrazové reprodukce urychlen takovým tempem, že mohl držet krok s řečí.
Ale i při sebevíc dokonalé reprodukci odpadá „Zde a Nyní“ uměleckého díla. Tím se myslí jeho jedinečná existence na místě, na němž se nachází. Touto jedinečnou existencí a ničím jiným se naplňuje historie, které bylo po celou dobu svého trvání dílo podrobeno. Sem patří jak změny, jež v průběhu doby utrpěla jeho fyzická struktura, tak měnící se vlastnické vztahy, do kterých mohlo vstoupit. Právě toto „Zde a Nyní“ vytváří pravost díla. Kopie Mony Lisy, kterou budeme mít pověšenou v obývacím pokoji, nebude mít nikdy „Zde a Nyní“ Mony Lisy, kterou můžeme vidět v galerii Louvre v Paříži. To, co se ztrácí, nazývá Benjamin slovem aura, kterou můžeme chápat jako zakotvenost díla.
Původní způsob zakotvení uměleckého díla v tradici se projevoval v kultu. První díla vznikala ve službě rituálu (magického, později náboženského). Až technická reprodukovatelnost poprvé v historii emancipuje umělecké dílo.
„U filmových děl není technická reprodukovatelnost vnější podmínkou jejich masového šíření, jako je tomu např. u děl literárních nebo malířských. Technická reprodukovatelnost filmových děl je přímo dána technikou jejich výroby. Ta umožňuje nejen co nejbezprostřednější způsob masového šíření děl, nýbrž si je rovnou vynucuje.“
Benjamin ale nevidí v technické reprodukovatelnosti pouze negativa. „Především se mu umožňuje vycházet vstříc vnímateli, ať již jde o fotografii nebo gramofonovou desku. Katedrála opouští své místo, aby našla umístění v pracovně milovníka umění; sborové dílo, provedené v sále či pod otevřeným nebem, lze poslouchat v pokoji.“ S různými metodami reprodukce uměleckého díla vzrůstala jeho způsobilost k vystavování. Ve fotografii začíná vystavovací hodnota zcela potlačovat kultovní hodnotu. Především zpočátku se centrem fotografie stala lidská tvář. Zde ještě můžeme pozorovat kultovní hodnotu, a to především na portrétech mrtvých. Zde naposledy vzniká prostor pro auru. Později již volně těkající kontemplace není přiměřená. To můžeme pozorovat především v ilustrovaných magazínech, kdy je pod fotografiemi téměř povinně popisek, který nám dává jasné pokyny, jak fotografii vnímat.
Analogií sporu mezi malířstvím a fotografií je spor mezi divadlem a filmem. Výsledný umělecký výkon činoherního herce je publiku prezentován prostřednictvím hercovy vlastní osoby; naproti tomu je umělecký výkon filmového herce prezentován prostřednictvím techniky. Filmový herec se nám nikdy nemůže ukázat ve své celistvosti a nikdy nemůže spolupracovat s publikem. Publikum při sledování filmu není rušeno osobním kontaktem s hercem. To je výsada činoherních herců. „Auru, která je na scéně okolo Macbetha, nelze oddělit od aury, která pro živé publikum obklopuje herce, jenž roli vytváří. Zvláštnost záběru ve filmovém ateliéru tkví však v tom, že namísto publika staví aparaturu. Aura, která obklopuje představitele, tak nutně mizí – a současně s ní i aura představovaného.“ Je tedy otázkou, zda filmový herec není pouhou rekvizitou.
Dalším zajímavým jevem, který můžeme pozorovat v souvislosti s nástupem nových médií, je otázka autorství. V minulosti stálo proti pár autorům několik tisíc čtenářů. Dnes je každý z nás potenciálním pisatelem. Mizí tedy zásadní rozdíl mezi autorem a publikem. S počtem lidí, kteří se mohou uplatnit na poli literatury, vzrůstá i procentuální zastoupení braků.
Walter Benjamin byl přesvědčen, že nová média mohou nejen napomáhat k udržení statu quo, ale že mohou být stejně dobře využita jako nástroje společenského pokroku. Vedle kritiky konzumní společnosti a pasivity jejich příjemců se v jeho myšlení začíná vytvářet obraz aktivního recipienta, který se nenechá ukolébat obrazy, jež jsou mu předkládány, ale dokáže je sledovat z odstupu, kriticky analyzovat a komentovat.
Esej zpočátku nevzbudila téměř žádnou pozornost. Zasloužené chvály se jí dostalo až na přelomu 60. a 70. let, kdy se stala kanonickým textem o vztahu umění a moderní kultury.